# Sicalis uropygialis
Sicalis uropygialis là một loài chim trong họ Thraupidae.